# 사노 도모아키
사노 도모아키(일본어: 佐野 友昭, 1968년 4월 14일 ~ )는 일본의 전 축구 선수이다.

## 구단 경력
1987년 일본 사커 리그의 토요타 자동차(나고야 그램퍼스 에이트)에 입단했다. 1992년까지 24경기에 출전. 1992년 재팬 풋볼 리그의 NKK SC로 이적했다. 1993년 주오 방범(아비스파 후쿠오카)로 이적했다. 1995년 재팬 풋볼 리그 우승으로 J1리그로 승격했다. 1998년까지 109경기에 출전. 1999년부터 2000년까지 사가와 급편 도쿄와 미토 홀리호크에서 뛰었다. 2000년후 현역 은퇴.